# Masakr na Atochi
Masakr na Atochi bio je napad desnih ekstremista u centru Madrida 24. siječnja 1977., u kojem je ubijeno pet radničkih aktivista Komunističke partije Španjolske (PCE) i radničke federacije Comisiones Obreras (CC.OO). Taj se čin dogodio u širem kontekstu reakcije krajnje desnice na prijelaz Španjolske na ustavnu demokraciju nakon smrti diktatora Francisca Franca. Namjera počinitelja je bila izazvati nasilni odgovor ljevičara, koji bi onda dao legitimitet naknadno planiranom desničarskom državom udaru. Međutim, masakr je imao suprotan učinak, kod većine se stvorio osjećaj potpune odbojnosti spram krajnje desnice, što je dovelo do ubrzavanja postupka legalizacije dugo godina zabranjene Komunističke partije.
Navečer 24. siječnja, trojica muškarca ušla su u odvjetnički ured koji je pružao pravnu pomoć radnicima, a kojeg je vodio PCE, u ulici Atocha u središtu Madrida te su otvorili vatru na sve prisutne. Ubijeni su bili odvjetnici za radno pravo Enrique Valdelvira Ibáñez, Luis Javier Benavides Orgaz i Francisco Javier Sauquillo, student prava Serafín Holgado de Antonio i upravni suradnik Ángel Rodríguez Leal. U napadu su teško ranjeni Miguel Sarabia Gil, Alejandro Ruiz-Huerta Carbonell, Luis Ramos Pardo i Dolores González Ruiz.

## Događaji u ulici Atocha 55
Na dan 24. siječnja 1977., tri muškarca pozvonila su na vrata ureda na adresi ulica Atocha 55 između 22:30 i 22:45 sati. Njihova meta bio je Joaquín Navarro, glavni tajnik prometnog sindikata CC.OO, koji je u to vrijeme bio vođa štrajka prijevoznika u Madridu, a borio se i protiv korupcije u prometnom sektoru te je osudio radničku organizaciju Sindicato Vertical koja je bila pod kontrolom države.
Dvojica su, s napunjenim oružjem, ušla u ured, dok je treći, s pištoljem bez metaka, ostao na ulazu da čuva stražu. Prvi je ubijen Rodríguez Leal. Napadači su pretražili ured i pronašli preostalih osam djelatnika. Međutim, ne pronašavši Navarra, budući da je neposredno prije toga otišao, odlučili su pobiti sve prisutne. Rečeno im je da dignu svoje "male ruke visoko"  te su njih osmero poredali uza zid i upucali.
Dvije žrtve, Luis Javier Benavides i Enrique Valdevira, ubijeni su odmah, a još dvoje, Serafín Holgado i Francisco Javier Sauquillo, umrli su ubrzo nakon što su odvezeni u bolnicu. Preostale četiri žrtve, Dolores González Ruiz (supruga Sauquilla), Miguel Sarabia, Alejandro Ruiz-Huerta i Luis Ramos Pardo, pretrpjele su teške ozlijede, ali su preživjeli. Ruiz je u to vrijeme bila trudna i u napadu je izgubila dijete. Manuela Carmena, koja je 2015. godine postala gradonačelnica Madrida, bila je ranije navečer u tom uredu.
Iste noći, nepoznate osobe napale su prazan ured kojeg je koristio sindikat UGT, povezan sa Španjolskom socijalističkom radničkom strankom (PSOE).

## Politički kontekst i odgovor
Nakon Francove smrti u studenom 1975., u Španjolskoj je započelo razdoblje izražene političke nestabilnosti i nasilja. Ultradesničarski elementi unutar oružanih snaga i visoki dužnosnici iz Francovog režima, poznati kao Búnker, bili su na različite načine uključeni u strategiju napetosti osmišljenu kako bi se spriječila i preokrenula tranzicija Španjolske na ustavnu demokraciju. Otvoreno pojavljivanje nezavisnih sindikata 1976. godine, iako još uvijek protuzakonito, kao i pojava ogromnog broja zahtjeva za poboljšanjem radnih uvjeta i političkim reformama, doveli su do porasta broja industrijskih sukoba u cijeloj zemlji. Godine 1976. zbog štrajkova je izgubljeno 110 milijuna radnih dana u usporedbi s izgubljenih 10,4 milijuna 1975. godine. Time su potkopane baze moći bivših režimskih dužnosnika, njihovih poslovnih saveznika i onih iz frankističke radničke organizacije (Sindicato Vertical). Siječanj 1977. pokazao se posebno turbulentnim. Dana 23. siječnja, članovi krajnje desne Apostolske antikomunističke alijasne (također poznate kao Trostruko A) ubili su studenta Artura Ruiza, tijekom demonstracija na kojima se pozivalo na amnestiju za političke zatvorenike. Dana 24. siječnja, na prosvjedu održanom kako bi se istaknula Ruizova smrt dan ranije, policija je ispalila suzavac, od kojih je jedan pogodio i ubio studenticu Mariluzu Nájeru. Istog dana, krajnje ljevica organizacija GRAPO otela je predsjednika Vrhovnog vijeća vojnog pravosuđa Emilija Villaescusa Quilisa.
U danima neposredno nakon masakra, više od pola milijuna radnika diljem Španjolske odazvalo se na prosvjede za prekid rada. Štrajkovi su bili najveći u Baskiji, Asturiji, Kataloniji i Madridu, dok su sveučilišta i sudovi diljem zemlje bili zatvoreni u znak prosvjeda. Tijekom prijenosa vijesti na državnoj televiziji 26. siječnja, spiker je izrazio solidarnost s prosvjedima u ime zaposlenika te postaje. U Madridu je između 50.000 i 100.000 ljudi u tišini promatralo kako se lijesovi triju žrtvava odvoze na pokop.
PCE je ubrzo nakon toga legaliziran 9. travnja 1977. Prijašnje prihvaćanje eurokomunizma (u suštini odbacivanje socijalizma sovjetskog tipa) i vrlo vidljiva uloga partije u promicanju mirnog odgovora na masakr, omogućili su vladi potreban politički prostor za ukidanje zabrane koja je bila na snazi od 1939. godine. Nakon što je 1. travnja donesen Zakon 19 kojim se uređujuju radnička prava, a 20. travnja ratificirane konvencija MOR-a o slobodi udruživanja i kolektivnog pregovaranja, neovisni sindikati su postali legalni, a sustav frankističke radničke organizacije je u cijelosti raspušten.

## Uhićenja, suđenje i zatvor
Ubojice, smatrajući da su dobro zaštićeni političkim vezama, su nastavile normalno živjeti. Odvjetnik José María Mohedano navodi: “Imali su iza sebe moć radničkog sindikata iz frankističkog doba koji je još uvijek postojao i radio, kao i podršku nekih policajaca i cijele krajnje desnice.” Svi su bili povezani, izravno i neizravno, s krajnje desnim ekstremističkim strankama Fuerza Nueva (Nova sila) i Guerrilleros de Cristo Rey (Ratnici Krista Kralja).
Međutim, 15. ožujka 1977. José Fernández Cerrá, Carlos García Juliá i Fernando Lerdo de Tejada uhićeni su kao počinitelji. Francisco Albadalejo Corredera, pokrajinski tajnik frankističkog prijevozničkog sindikata, također je uhićen kao nalogodavac ubojstava. Leocadio Jiménez Caravaca i Simón Ramón Fernández Palacios, veterani Plave divizije, uhićeni su zbog opskrbe počinitelja oružjem. Gloria Herguedas, Cerráina djevojka, uhićena je kao suučesnica. Tijekom suđenja optuženi su održavali kontakte s javnosti poznatim čelnicima ekstremne desnice, uključujući Blasa Piñara (osnivač Fuerza Nueva ) i Mariana Sáncheza Covisu (vođa Guerrillerosa de Cristo Rey).
Suđenje je održano u veljači 1980., a optuženici su osuđeni na ukupno 464 godine zatvora. José Fernández Cerrá i Carlos García Juliá, kao glavni počinitelji, dobili su zatvorske kazne od po 193 godine. Albadalejo Corredera dobio je 63 godine za naručivanje napada (umro je u zatvoru 1985.). Na četiri godine zatvora osuđen je Leocadio Jiménez Caravaca, a na jednu godinu Gloria Herguedas Herrando.